# Лука Зорић
Лука Зорић (Ваљево, 2. август 1998) српски је фудбалер који тренутно наступа за ФК Борац из Бања Луке.

## Каријера
Зорић је рођен у Ваљеву, али се као трогодишњак преселио у Београд. Фудбал је почео да тренира у Радничком с Новог Београда. После пробе коју је прошао у Чукаричком, наставио је да игра за млађе категорије тог клуба. Био је део екипе која је освојила Омладинску лигу Србије и остварила пласман у УЕФА Лигу младих. С клубом је средином 2017. потписао трогодишњи професионални уговор. Током сезоне 2017/18. био је на позајмици у Графичару и наступао у Српској лиги Београда. Претходно раскинувши уговор с Чукаричким, у истом такмичењу је потом носио дрес ИМТ-а и учестовао у освајању првог места на табели. Након тога се вратио у Чукарички и дебитовао у Суперлиги Србије. Још две године играо је за ИМТ у Првој лиги Србије, пре него што је лета 2022. потписао за крагујевачки Раднички. Током 13. кола Суперлиге Србије за такмичарску 2023/24. постигао је савршени хет-трик, уједно и први у каријери, у победи своје екипе над саставом лучанске Младости резултатом 4 : 1. Такав учинак допринео је да буде изабран за најбољег играча те такмичарске недеље. Крајем новембра 2023. претрпео је ишчашење лакта због чега је непуна три месеца одсуствовао с терена.

## Статистика

### Клупска
Ажурирано 16. јун 2024.
|                          |          |                     |     |    |   |   |   |   |   |   |     |    |  |  |
| Чукарички                | 2015/16. | Суперлига Србије    | 0   | 0  | 0 | 0 | — | — | — | — | 0   | 0  |  |  |
| Чукарички                | 2016/17. | Суперлига Србије    | —   | —  | — | — | — | — | — | — | 0   | 0  |  |  |
|                          |          |                     |     |    |   |   |   |   |   |   |     |    |  |  |
| Графичар (позајмица)     | 2017/18. | Српска лига Београд | 11  | 1  | — | — | — | — | — | — | 11  | 1  |  |  |
|                          |          |                     |     |    |   |   |   |   |   |   |     |    |  |  |
| ИМТ                      | 2018/19. | Српска лига Београд | 12  | 3  | — | — | — | — | — | — | 12  | 3  |  |  |
| ИМТ                      | 2019/20. | Српска лига Београд | 9   | 4  | — | — | — | — | 4 | 2 | 13  | 6  |  |  |
|                          |          |                     |     |    |   |   |   |   |   |   |     |    |  |  |
| Чукарички                | 2019/20. | Суперлига Србије    | 8   | 0  | 0 | 0 | — | — | — | — | 8   | 0  |  |  |
| Чукарички                | Укупно   | Укупно              | 8   | 0  | 0 | 0 | — | — | — | — | 8   | 0  |  |  |
|                          |          |                     |     |    |   |   |   |   |   |   |     |    |  |  |
| ИМТ (позајмица)          | 2020/21. | Прва лига Србије    | 26  | 3  | 3 | 0 | — | — | — | — | 29  | 3  |  |  |
| ИМТ (позајмица)          | 2021/22. | Прва лига Србије    | 30  | 4  | 1 | 0 | — | — | 2 | 1 | 33  | 5  |  |  |
| ИМТ (позајмица)          | Укупно   | Укупно              | 77  | 14 | 4 | 0 | — | — | 6 | 3 | 87  | 17 |  |  |
|                          |          |                     |     |    |   |   |   |   |   |   |     |    |  |  |
| Раднички 1923 Крагујевац | 2022/23. | Суперлига Србије    | 30  | 4  | 1 | 0 | — | — | — | — | 31  | 4  |  |  |
| Раднички 1923 Крагујевац | 2023/24. | Суперлига Србије    | 27  | 6  | 3 | 0 | — | — | — | — | 30  | 6  |  |  |
| Раднички 1923 Крагујевац | Укупно   | Укупно              | 57  | 10 | 4 | 0 | — | — | — | — | 61  | 10 |  |  |
|                          |          |                     |     |    |   |   |   |   |   |   |     |    |  |  |
| Каријера                 | Каријера | Каријера            | 153 | 25 | 8 | 0 | — | — | 6 | 3 | 167 | 28 |  |  |
|                          |          |                     |     |    |   |   |   |   |   |   |     |    |  |  |

## Трофеји, награде и признања
| Чукарички - Омладинска лига Србије : 2015/16. ИМТ - Српска лига Београд : 2019/20. - Куп Београда у фудбалу : 2020. | - Играч кола у Суперлиги Србије 1. Суперлига Србије за сезону 2023/24, 13. коло |